# Sierra Madre occidentale
Pour les articles homonymes, voir Sierra Madre.
La sierra Madre occidentale est une chaîne de montagnes mexicaine.
Elle débute à  50 km au sud de la frontière des États-Unis, à l'est du rio Yaqui, se prolonge sur 1 250 km à travers les États mexicains de Sonora, Chihuahua, Sinaloa, Durango, Zacatecas, une partie de Jalisco pour finir au Nayarit où elle rejoint la cordillère néovolcanique après le río Grande de Santiago. La cordillère néovolcanique traverse d'ouest en est le centre du Mexique.
Au nord, la sierra Madre occidentale est située à environ 300 km des côtes ouest mais ne se trouve plus qu'à 50 km de la côte pacifique au nord de Tepic, la capitale de l'État de Nayarit. 
La sierra Madre occidentale s'élève à environ 2 250 m d'altitude avec des sommets pouvant dépasser 3 000 m.